# 아바야

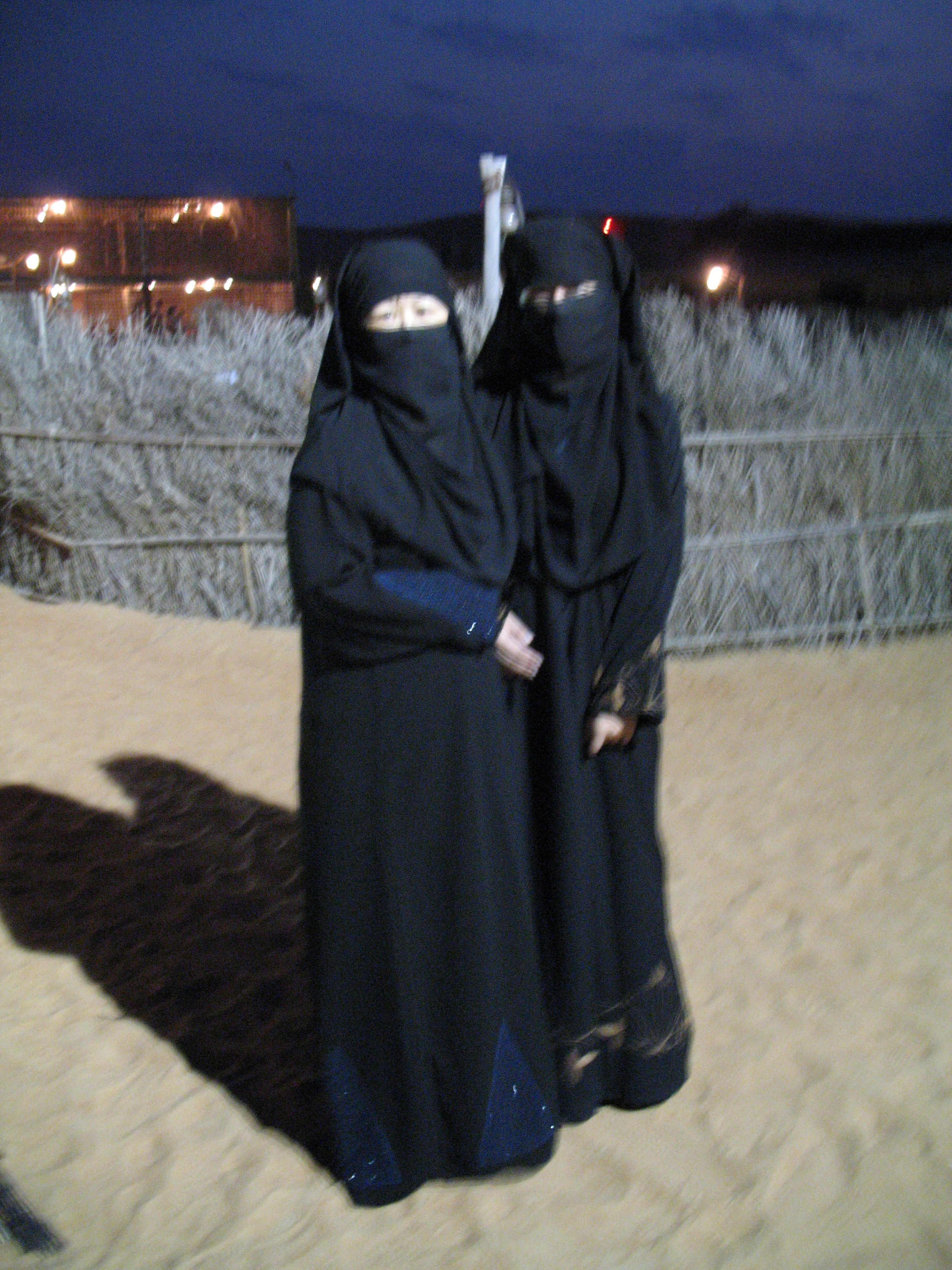
아바야를 입은 여성들의 모습

아바야(아랍어: عباية)는 아라비아 반도에 위치한 국가에서 착용하는 전통적인 민족 의상이다. 사막 지대의 강한 직사광선으로부터 피부를 보호하는 역할을 하며 여성의 몸매를 최대한 숨길 수 있는 것이 특징이다. 옷 색깔은 검은색이 다수를 차지한다. 사우디아라비아에서는 여성이 외출할 때에 반드시 착용하는 것이 의무로 규정되어 있다.

## 같이 보기
- 부르카
- 차도르
- 히잡
- 니캅
- 퍼다